# 코네티컷 팬핸들

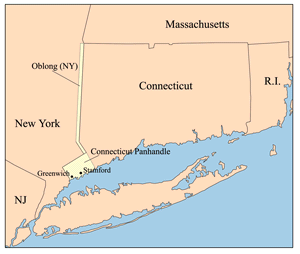
코네티컷 팬핸들

코네티컷 팬핸들(Conneticut panhandle)은 미국 코네티컷주 남서부에 튀어나온 지역을 일컫는 표현으로 뉴욕주와 경계를 접하고 있다. 페어필드군 남서쪽에 있으며 그리니치, 스탬퍼드, 대리엔 등을 포함한다.
이와 같은 경계선은 17세기 후반 뉴욕주와 코네티컷주 사이에 발생한 경계 분쟁의 결과다. 양 측은 1683년 11월 28일, 해당 지역 주민들이 스스로를 코네티컷 사람으로 간주하던 바이람강 동쪽 지역 249.5km2가 코네티컷주에 귀속되는 대신 오블롱(Oblong)이라고 불리는 폭 2.91km의 지역이 뉴욕주에 귀속되는 데 합의했다.